# Kanton Castelsarrasin
Der Kanton Castelsarrasin ist seit 2015 ein französischer Wahlkreis in den Arrondissements Castelsarrasin und Montauban im Département Tarn-et-Garonne in der Region Okzitanien. Der Hauptort ist Castelsarrasin.

## Gemeinden
Der Kanton besteht aus sechs Gemeinden mit insgesamt 21.758 Einwohnern (Stand: 1. Januar 2022) auf einer Gesamtfläche von 145,17 km²:
| Gemeinde                | Einwohner 1. Januar 2022 | Fläche km² | Dichte Einw./km² | Code INSEE | Postleitzahl | Arrondissement |
| ----------------------- | ------------------------ | ---------- | ---------------- | ---------- | ------------ | -------------- |
| Barry-d’Islemade        | 931                      | 11,35      | 82               | 82011      | 82290        | Castelsarrasin |
| Castelsarrasin          | 14.335                   | 76,77      | 187              | 82033      | 82100        | Castelsarrasin |
| Labastide-du-Temple     | 1.137                    | 10,92      | 104              | 82080      | 82100        | Castelsarrasin |
| La Ville-Dieu-du-Temple | 3.305                    | 26,16      | 126              | 82096      | 82290        | Montauban      |
| Les Barthes             | 586                      | 8,20       | 71               | 82012      | 82100        | Castelsarrasin |
| Meauzac                 | 1.464                    | 11,77      | 124              | 82108      | 82290        | Castelsarrasin |
| Kanton Castelsarrasin   | 21.758                   | 145,17     | 150              | 8203       | –            | –              |